# Orthetrum kristenseni
Orthetrum kristenseni là một loài chuồn chuồn ngô thuộc họ Libellulidae. Nó là loài đặc hữu của Ethiopia. Các môi trường sống tự nhiên của chúng là đồng cỏ ở cao nhiệt đới hoặc cận nhiệt đới, sông, và đầm lầy. Nó bị đe dọa do mất môi trường sống.